# Панасенко Йосип Миколайович
Йосип Миколайович Панасенко (31 березня 1889 — 7 вересня 1965) — учасник Полтавської капели бандуристів з 1925-34. Соліст Перший тенор. Після ліквідації владою Полтавської капели бандуристів в 1934 р. переїхав до Києва (1934), на нетривалий термін деяких членів капели прикріпили до хору під керівництва Нестора Городовенка (капели «Думка»).
В жовтні 1935 став учасником Об'єднаною капели бандуристів під керівництва М. Михайлова де працював солістом аж до вибуху другої світової війни. Як тенор соліст записав ряд творів на платівок у супроводі капели бандуристів.
З 1935-41 р. соліст Київської державної капели бандуристів. З 1942 р. артист Української Капели Бандуристів ім. Т. Г. Шевченка в м. Детройті. Помер в Детройті 07.09.1965 р.
Був ведучим солістом, і чудовим бандуристом, лірико-драматичний тенор якого — один із золотих голосів Капели. Саме він заспівав героїку капелянської програми: «Марш Україна», «Закувала та сива зозуля» та ін. Як людина — надзвичайно шляхетний, інтелігентний. Кобзарській справі відданий безмежно. Коли по приїзді в Детройт влаштувався на завод, там йому відтяло на верстаті чотири пальці лівої руки. А харківський метод гри вимагає обох рук. Він не облишив капелу. Зумів пристосуватися, щоб вигравати свою партію правою рукою і безперебійно брав участь у всій діяльності Капели, як ото турне в Європу в 1958 р., та ін.
Тривалий час був членом мистецької ради Капели, членом її управи (секретарем). Він залишив свої цінні спомини «До історії розвитку Капели бандуристів…», які було надруковано в журналі «Вісті» (Міннеаполіс, США, 1963), а пізніше майже повністю включено до книги Уласа Самчука «Живі струни». Як очевидець і учасник, він детально і цікаво описує історію Полтавської Капели Бандуристів від 1925 р. «Спомини» мають цікаві згадки про співпрацю з Гнатом Хоткевичем та про його намагання закріпити за капелою статус державної, що і сталося пізніше після злиття Полтавської і Київської капел у 1935 р. Історію Київської капели він оминув, очевидно, через те, що не був її безпосереднім учасником. Проте він був переконаним апологетом, щоб уважати 1918 рік і Хор Кобзарів, як початок Української Капели Бандуристів імені Т. Шевченка.
В еміграцію виїхав з дружиною Ольгою Олександрівною, доньку якої — Алу -удочерив. Мали двох онучок.
На могильній плиті (цвинтар Евергрін, Детройт) викарбувані ноти і слова його найбільш відомого заспіву « По синьому морі» (З пісні « Закувала та сива зозуля»).